# Arme Seelen

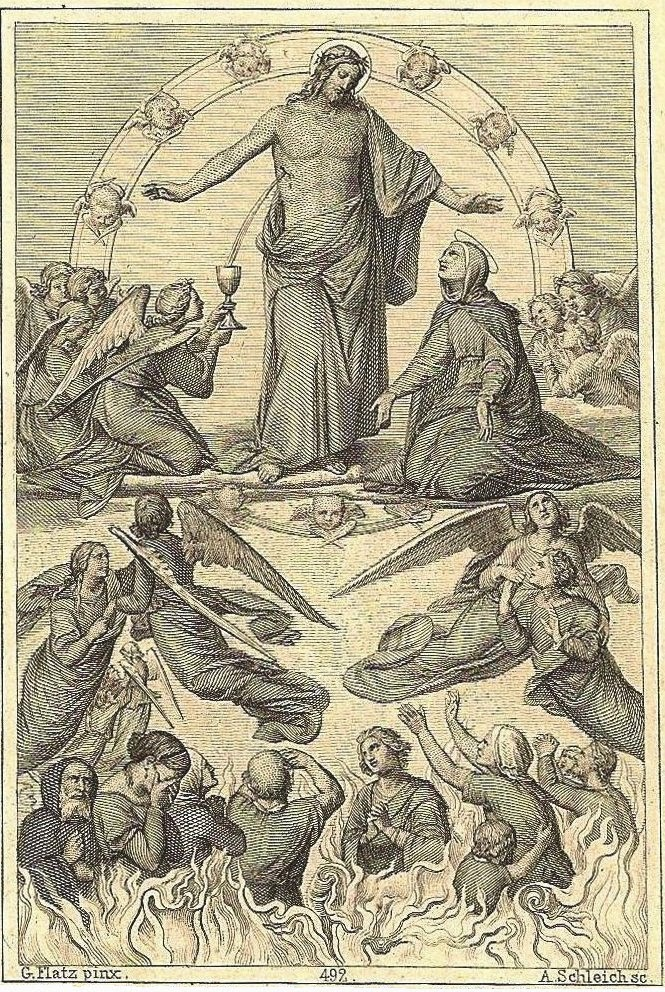
Die Gnaden der Heiligen Messe

Arme Seelen sind nach Lehre und Tradition der römisch-katholischen Kirche Seelen im Fegefeuer (Purgatorium), wohin sie durch die Entscheidung des Partikulargerichts (mit seiner Seelenwägung) – das Eingangsportal des Fegefeuers – gelangt sind. Dort erleiden sie Qualen, dies aber hoffnungsfroh, weil sie nicht endgültig im Fegefeuer festgehalten werden, sondern immer die Gewissheit haben, daraus in den Himmel entlassen zu werden, den einzigen Ausgang des Fegefeuers. Gebete von Lebenden, besonders im Rahmen des Memorialwesens, helfen, diese Zeit zu verkürzen und sie aus ihren Qualen zu erretten. In der Liturgie wird der Armen Seelen vor allem zu Allerseelen und im Requiem gedacht.
Die Kirche stützt sich dabei vor allem auf die Schriftzeugnisse in 2 Makk 12,43–45  im Alten und 1 Kor 3,13–15 , Mt 5,25–26  im Neuen Testament, auf die Kirchenväter und Kirchenlehrer wie Thomas von Aquin.
Das Konzil von Trient legte in seinem Decretum de purgatorio dar, in welcher Weise den Seelen im Purgatorium dargebrachte Messopfer zukommen. In seinem Schreiben Prope adsunt dies („Schon stehen die Tage bevor“) an den Kurienkardinal Pompili vor dem Allerheiligen- und dem Allerseelentag 1923 führt Papst Pius XI. aus, indem er sich auf das Tridentinische Konzil bezieht: 

„Die engen Bande nämlich, die uns einerseits mit den Seligen im Himmel und anderseits mit den büßenden Seelen im Fegfeuer verbinden, bringen für uns ganz natürlich folgende zwei Verpflichtungen mit sich: jenen müssen wir außer unseren Glückwünschen zu ihrer Aufnahme in die ewige Glorie auch unsere inständigen Bitten vorbringen, damit sie uns ihren Schutz nicht verweigern, um ein wahrhaft christliches Leben zu führen, und diesen ‚durch unser Fürbittgebet, vor allem durch das gottgefällige Meßopfer‘, Erleichterung verschaffen.“

und ordnet an, dass

„anläßlich des bevorstehenden Allerheiligenfestes sowie am Allerseelentag und während des ganzen Monates November in der Stadt Rom ein großer Feldzug des Gebetes und des Sühneeifers nach den oben bezeichneten Meinungen durchgeführt werde.“

Der Katholische Erwachsenen-Katechismus zitiert ebenfalls das Konzil von Trient: 

„Es gibt einen Reinigungsort, und die dort festgehaltenen Seelen finden eine Hilfe in den Fürbitten der Gläubigen, vor allem aber in dem Gott wohlgefälligen Opfer des Altares.“

Außerdem legt er dar, dass die Seele im Fegefeuer „arm“ genannt werden könne, insofern sie selbst nichts mehr aktiv zur Läuterung beitragen könne, sondern passiv von Gott geläutert und gereinigt werde. Insofern sie jedoch auf dem Weg zur Glückseligkeit in Gott ist, sei sie eigentlich „reich“.

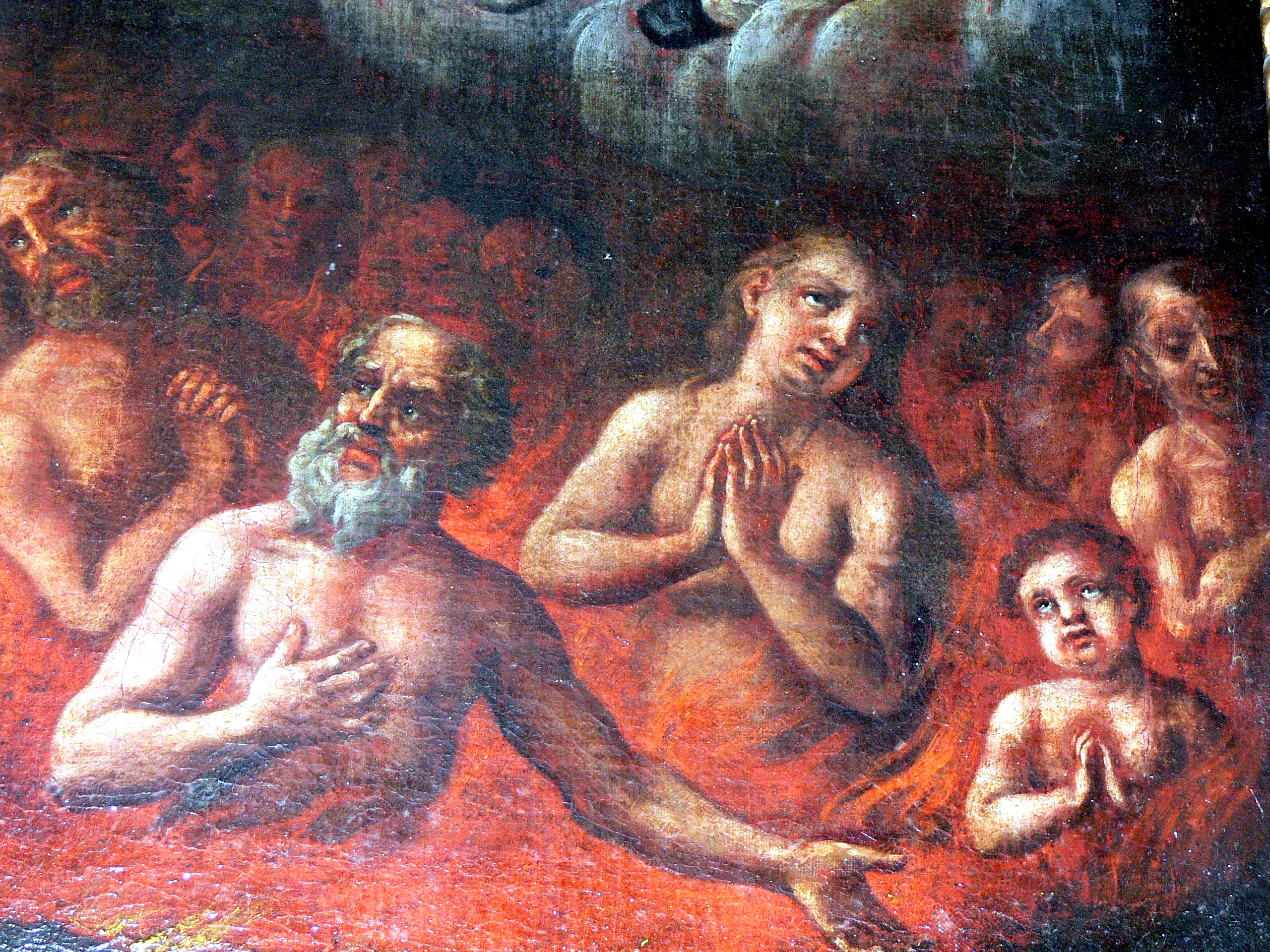
Allerseelenaltar in Rohrbach (Oberösterreich)

In der Frömmigkeit der Barockzeit spielte das Gedenken an die Armen Seelen eine große Rolle, was vielerorts zur Gründung von Arme-Seelen-Bruderschaften führte. Hierbei lag der Schwerpunkt einer Arme-Seelen-Bruderschaft auf dem Totengedenken, dem Totendienst (also der angemessenen Beerdigung von verstorbenen Mitgliedern) und der Ablassgewinnung zugunsten der Armen Seelen im Fegefeuer. Das geistliche Leben der Bruderschaft wurde neben der Teilnahme an kirchlichen Begräbnisfeiern vor allem von Bruderschaftsmessen und -andachten, aber auch Prozessionen bestimmt. Auch für die lebenden Mitglieder der Bruderschaft wurde gebetet. Dabei galt auch für diese Bruderschaften, dass deren Mitglieder nicht unter Sünde verpflichtet waren, alle frommen Übungen und die täglichen Gebetspflichten einer gewissen Anzahl von „Vater unser“ und „Ave Maria“ für die Armen Seelen nachzukommen. Die Mitgliedschaft in der Bruderschaft bot auch einfachsten Menschen die Möglichkeit und die Gewissheit, das eigene Begräbnis mit entsprechendem Gepränge im Stil der Zeit ausrichten zu können; so schritt etwa eine gewisse Anzahl der Mitglieder, angetan mit den Mänteln der Bruderschaft, wohl auch mit den zeremoniellen Stäben in der Hand, in der Prozession von der Kirche zum Grab am Kirchenfriedhof mit.